# Duroia soejartoi
Duroia soejartoi är en måreväxtart som beskrevs av D.R.Simpson. Duroia soejartoi ingår i släktet Duroia och familjen måreväxter.
Artens utbredningsområde är Colombia. Inga underarter finns listade i Catalogue of Life.